# Полозкова Віра Миколаївна
Віра Миколаївна Полозкова (5 березня 1986, Москва) — російська поетеса, акторка, співачка.

## Життєпис
Віра Миколаївна народилася 5 березня 1986 року в Москві. Пізня дитина, вона виросла без батька в досить обмежених умовах. Мати, за освітою інженер ЕОМ, народила її в 40 років без чоловіка у великій скруті, нещодавно переїхавши в комунальну квартиру у Москві. Сама Віра вважає це «громадянським подвигом».
Про написання свого першого вірша Полозкова розповідає цілу історію: п'ятирічною дитиною вона написала вірш про Ісуса Христа, записаний її матір'ю. Слово «воскрес» здавалося тоді дитині третім ім'ям, тому герой вірша — людина «Воскрес», який був власником світу.
Першою опублікованою книгою став подарунок на п'ятнадцятиріччя Віри: збірка її текстів, видана накладом у 350 примірників. У цьому ж віці вона закінчила школу екстерном і вступила на журфак МДУ, який покинула за кілька місяців до отримання диплома. Саме «писати щось справжнє» виходить у Віри найкраще: ознаками її поезії є щирість і емоційність, вона сама вважає хорошою літературою ту, від якої «великі мурашки вздовж зашийка і по лопатках», за це можна пробачити навіть якісь формальні претензії до тексту.
У чернетках її віршів трохи виправлень, весь процес написання відбувається подумки. До числа улюблених поетів, які вплинули на її творчість входять Марина Цвєтаєва, Володимир Маяковський, Йосип Бродський, Лінор Горалік, Дмитро Биков, Дмитро Воденніков, Віра Павлова.
У 2008 році письменник Олександр Житинський познайомився з Полозковою через її блог і видав перший «недитячий» збірник віршів поетеси «Непоэмание». Цього ж року пані Полозкова починає брати участь у творчому театральному експерименті — виставі Георга Жено «Товариство анонімних художників», у якому кожен глядач може спробувати вивчити своє «я» і розкрити таланти.
За словами німецького художника Йозефа Бойса, кожна людина — художник. Саме цей висновок намагаються дослідити учасники вистави на основі документальної п'єси, що створюється прямо у глядача на очах. Іншим формальним експериментом Полозкови стала програма «Знак нерівності» — змішання декламації віршів і рок-музики. Ідея народилася після створення аудіоверсій творів поетеси, для чого було вирішено записати окремий альбом. Емоційна сила впливу текстів у поєднанні з музикою, на якому заснований весь російський рок, використана і в цьому випадку: музика накладена на існуючі вірші, складені у певному порядку. У лютому 2009 року Віра стала лауреатом премії «Неформат» в номінації «Поезія». Полозкова отримує суперечливі оцінки у професійній літературній спільноті, яка не поспішає її визнавати.
У червні 2008-го Артемій Троїцький запрошує Полозкову в співведучі першої церемонії незалежної музичної премії «Степовий вовк», яка проходила в рамках московського Відкритого книжкового фестивалю. У листопаді того року Полозкова вперше їде до Індії. Завдяки поїздці у неї з'являється багато текстів під загальною назвою «Індійський цикл». Після кожної подорожі до Індії цей цикл поповнюється новими віршами.
Дослідження змін своїх відносин з богом і еволюції духовного досвіду займають у творчості Полозкова з того часу велике місце. А Індія стає своєрідним «місцем сили».

### Театр
Амплуа поетеси не єдине, у якому Віра Полозкова встигла себе спробувати, її також можна вважати талановитою акторкою. Свої театральні здібності вона застосовує і на виступах при читанні своїх творів. Перше з них відбулося в травні 2007 року в Москві в культурному центрі «Будинок Булгакова», і відтоді Віра встигла об'їздити багато міст з презентаціями та концертами.
2009 року Полозкова знайомиться з Едуардом Бояковим (засновником, продюсером і режисером театрів «Практика», а пізніше «Політеатра»). З того ж року Віра служить в театрі «Практика» і грає в поетичному спектаклі «Стихи о любви» по своїх текстів (режисер — Едуард Бояка). Прем'єра вистави відбулася в жовтні 2009 року. У грудні 2009 року відбулася прем'єра вистави «Стихи о любви» на сцені пермського театру нового часу «Сцена-Молот».
Навесні 2011 року в «Практиці» пройшла прем'єра спектаклю «Вірші про Москву». Це поетична вистава за текстами чотирьох сучасних поетів: Віри Полозкова, Андрія Родіонова, Федора Сваровского і Олени Фанайлова.
У червні 2010 року Віра разом з Валерієм Мар'яновим запрошені як ведучі фестивалю «Садиба Jazz». З 2010 року Полозкова — постійний учасник і член Ради фестивалю «Текстура» в Пермі. Міжнародний фестиваль театру і кіно про сучасність «Текстура» об'єднує на одному майданчику російські та зарубіжні фільми і спектаклі про сьогодні.
У липні 2011 року відомий продюсер і промоутер Олександр Чепарухін запрошує Віру стати його співведучою на великому міжнародному музичному фестивалі «Рух», що проводиться недалеко від села Хохловка під містом Перм.

### Музика й аудіокниги
8 червня 2011-го вийшов дебютний демоальбом аудіокниг «Знак нерівності», і протягом першого ж тижня продажів в інтернеті він набув чималої популярності. На фізичному носії ця платівка не виходила, оскільки з самого початку була заявлена як «проба пера». Продюсер проєкту і автор музичної концепції — Олена Грачова. Автор музики — Сергій Геокчай. Згодом Грачов було зібрано музичний гурт.
Учасниками гурту в різний час були і є:
- Сергій Геокчай — клавішні,
- Микола Сагінашвілі — акустична гітара,
- Олександр Бганцев — бас-гітара,
- Анатолій Левітін — ударні,
- Володимир Лицьовий — електрогітара.

### Після 2011 року
З осені 2011 по літо 2012 року Віра і її музиканти дали близько 60 концертів, також в Україні. Група стала учасником ювілейного фестивалю «Нашестя» у 2011 році, одним із хедлайнерів фестивалю More Amore у 2012 році, відкривала своїм виступом «Фестиваль фестивалів» на Поклонній горі в Москві на честь Дня міста (2012 рік), була номінована на незалежну музичну премію «Степовий вовк». У жовтні 2011 року клуб «16 тонн» вручив Полозковій та її гурту премію «Золота горгулья» за альбом «Знак нерівності». Протягом цього часу музика до альбому змінювалася і дописувалася. Влітку 2012 року подвійний альбом «Знак нерівності» був записаний на «Music Street Studio», студії Віктора Булатова.
Презентація альбому відбулася 6 листопада 2012 року в московському академічному театрі імені Володимира Маяковського і пройшла з переаншлаги. 18 листопада відбулася друга частина презентації в московському клубі «16 тонн», і 28 грудня петербурзька презентація в клубі «Зал очікування».
Влітку 2012 року Віра бере участь у книжковому ярмарку «Book Expo» в Нью-Йорку. У рамках ярмарку пані Полозкова читала свої твори відвідувачам. У другій половині 2012 року Віра взяла участь в реаліті-шоу «Поліглот» Дмитра Петрова на російському телеканалі «Культура», присвяченому вивченню французької мови.
У січні 2013 року відбулася прем'єра першого кліпу Віри Полозкова на композицію з альбому «Знак нерівності» — «Вечірня». Оператор і режисер кліпу — Сергій Сараханов.
У лютому 2013 року відбулася прем'єра спільного кліпу Віри Полозкова і Світлани Сурганової «Гертруда» (автор тексту пісні — Віра Полозкова, початкова назва тексту, покладеного Сурганової на музику «Маленький рок-н-рол»). На початку березня 2013 року на запрошення фестивалю SLOVO Віра вперше їде в Лондон, де в рамках фестивалю проходить три виступи Полозкова — два з них сольно. Віра також читає переклади своїх текстів на англійську (автор перекладів — Юрій Мачкасов). 13 березня в книгарні Уотерстоунз на Пікаділлі пройшов поетичний перформанс від театру «Практика». Учасники перформансу — Віра Полозкова, Павло Артем'єв, Аліса Гребенщикова і Ірина Михайлівська.
16 березня в Великій аудиторії лектор Політехнічного музею було відкрито «Політеатр». А вже у квітні відбулася прем'єра нового спектаклю за віршами Полозкова «Вибрані» (режисер — Едуард Бояка). Тексти Полозкова розділені між чотирма героями, яких грають Михайло Козирев, Павло Артем'єв, Аліса Гребенщикова і сама Віра. «Вибрані» — це розмова про поетичне ремесло і еволюцію поета і людини, один з важливих підсумків Полозкової як поета і актора.

### Осточерчение
18 квітня 2013 року виходить третя поетична збірка Полозкової — «Осточерчение». Тексти тут розділені на 13 частин. Уперше під однією обкладинкою повністю зібрані такі цикли віршів як «Короткий метр» і «Індійський цикл». Також до книги увійшли нові тексти Віри, написані з 2011 по 2013 рік включно. Упорядник збірника — Олександр Гаврилов. На презентації книги в московському кінотеатрі «Піонер» разом із Вірою книгу представляли її друзі — Олександр Маноцков, Аліса Гребенщикова, Олександр Гаврилов і Олександр Мамут. Протягом першого тижня продажів книга займає перше місце серед бестселерів книгарні «Москва».
18 травня 2013 року в «Політеатрі» відбулася прем'єра вистави «Happy 60-s» за віршами Белли Ахмадуліної та Андрія Вознесенського. Актори вистави — Павло Артем'єв, Ілля Барабанов, Катерина Волкова, Юлія Волкова, Аліса Гребенщикова, Віра Полозкова, Єгор Сальников. Режисер — Едуард Бояка. Це спектакль про 60-ті роки XX століття і про те, як та епоха римується з тим, що відбувається зараз в Росії.
3—4 жовтня 2014 року Віра взяла участь у театралізованих онлайн-читаннях «Кареніна. Живе видання».

## Нагороди
Віра Полозкова — лауреат премії ім. Римми Казакової Спілки письменників Москви 2011 року. У 2012 році Полозкова номінована на премію журналу «Сноб» «Зроблено в Росії» в номінації «Література» за синтез літератури з іншими мистецтвами (спектакль «Політеатра» «Вибрані» і альбом «Знак нерівності»).
У 2013 році Віра стає номінантом премії «Парабола», заснованої в 2013 ж році фондом ім. Андрія Вознесенського на чолі з вдовою поета, письменницею Зоєю Богуславською.

## Сім'я
- 9 серпня 2014 року вийшла заміж за Олександра Бганцева.
- 29 грудня 2014 року народила сина Федора.
- 29 квітня 2018 року народила сина Савву.
- донька Аріна народжена у 2020 року.

## Зйомки в кліпах
- 2013 — «Гертруда» (Сурганова і Оркестр)
- 2009 — «Дайте сигарету» (Uma2rman)